# Округ Харис (Тексас)
Округ Харис (енгл. Harris County) је округ у америчкој савезној држави Тексас. По попису из 2010. године број становника је 4.092.459.

## Демографија
Према попису становништва из 2010. у округу је живело 4.092.459 становника, што је 691.881 (20,3%) становника више него 2000. године.
| Група             | 2000.             | 2010.             |
| Белци             | 1.432.264 (42,1%) | 1.349.646 (33,0%) |
| Афроамериканци    | 628.619 (18,5%)   | 775.492 (18,9%)   |
| Азијати           | 174.626 (5,1%)    | 253.032 (6,2%)    |
| Хиспаноамериканци | 1.119.751 (32,9%) | 1.671.540 (40,8%) |
| Укупно            | 3.400.578         | 4.092.459         |